# 吉岡妙子
吉岡 妙子（よしおか たえこ、1928年2月2日 - ）は、東京都出身の日本の歌手。戦後にデビューし、主に1950年代に活動した。津村謙とのデュエット曲「あなたと共に」（1954年）のヒットで知られる。

## 経歴
- 1947年、ビクターレコードからデビュー。後にキングレコードへ移籍。
- 1956年12月31日、東京宝塚劇場で開催された第7回NHK紅白歌合戦に初出場し、「私の幸福は何処へ」を歌唱した。この第7回紅白の吉岡の歌のラジオ中継の音声が現存する。
- 結婚を機に歌手活動を引退（引退時期は定かではない）。
- 現在、いかなるステージへのゲスト出演を請われても「もう引退してますから」と全て断っているそうである。キングレコードの同窓会にも出席はしていない。

## 主なディスコグラフィー
- 学生の歌（1947年） - with 灰田勝彦・竹山逸郎
作詞：松野清隆／作曲：東辰三
- 昼も夜も（1947年）
作詞：富田常雄／作曲：清水保雄
- お約束（1948年）
作詞：井田誠一／作曲：東辰三
- 青い小径で（1948年） - 　with 灰田勝彦
作詞：鈴木由美子／作曲：松田十蔵
- リラの花かげ（1948年）
作詞：井田誠一／作曲：松井八郎
- 青いランプの喫茶店（1949年） - 　with 羽山和男
作詞：吉川静夫／作曲：東辰三
- 牧場の月（1950年）
作詞：井田誠一／作曲：松井八郎
- 嘆きの幌馬車（1950年）
作詞：吉川静夫／作曲：吉田正
- わたしは恋を知りました（1950年）
作詞：吉川静夫／作曲：東辰三
- シャボン玉の恋（1950年）
作詞：吉川静夫／作曲：佐野鋤
- 花の踊子（1951年）
作詞：吉川静夫／作曲：松井八郎
- 夜のデッキで（1951年）
作詞：井田誠一／作曲：利根一郎
- 東京の星空（1951年）
作詞：佐伯孝夫／作曲：吉田正
- 雨の夜のスーベニール（1951年）
作詞：吉川静夫／作曲：吉田正
- 夢見る小窓（1951年）
作詞：藤間哲郎／作曲：利根一郎
- 春のペルシャ猫（1951年）
作詞：井田誠一／作曲：利根一郎
- 五月（さつき）のそよ風（1951年）
作詞：井田誠一／作曲：松井八郎
- 黄昏のバラ（1951年）
作詞：坂口淳／作曲：松井八郎
- 泪の踊り子（1954年）
作詞：坂口淳／作編曲：宮城秀雄、佐野鋤
- 五ツ木ルンバ（1954年）
作詞：小野金次郎／作曲：服部良一
- あなたと共に（1954年） - 　with 津村謙 　※後年、女優の倍賞千恵子がカヴァーしている
作詞：矢野亮／作曲：吉田矢健治
- 私の幸福は何処へ（1954年）　 ※第7回NHK紅白歌合戦（1956年）出場曲
作詞：矢野亮／作曲：吉田矢健治
- 星のセレナーデ（1955年）
作詞：矢野亮／作曲：飯田三郎
- 君を呼べども（1955年）
作詞：高橋掬太郎／作曲：江口夜詩
- 小雨の庭の白い花（1955年）
作詞：高橋掬太郎／作曲：吉田矢健治
- 湖は霧ふかく（1955年）
作詞：矢野亮／作曲：吉田矢健治
- 青い灯が揺れてつく（1955年）
作詞：矢野亮／作曲：山口俊郎
- 妾の星よ（1955年）
作詞：山崎正／作曲：山口俊郎
- 別れた径に霧が降る（1955年）
作詞：矢野亮／作曲：渡久地政信
- 夜霧の笛（1955年）
作詞：松平史記／作曲：江口夜詩
- バイバイ横浜（1955年）
作詞：矢野亮／作曲：渡久地政信
- なんでもないの（1955年）
作詞：矢野亮／作曲：江口浩司
- 青いグラス（1955年）
作詞：矢野亮／作曲：細川潤一
- 東京シルエット（1955年）
作詞：矢野亮／作曲：吉田矢健治
- 南のセレナード（1955年）
作詞：矢野亮／作曲：吉田矢健治
- 二人の夜は銀座から（1955年）
作詞：東条寿三郎／作曲：渡久地政信
- ブルースを唄う女（1956年）
作詞：高野公男／作曲：船村徹
- 高原を越える馬車（1956年）
作詞：矢野亮／作曲：飯田三郎
- 夜霧の道を行きましょう（1956年）
作詞：矢野亮／作曲：吉田矢健治
- 夜のひなげし（1956年）
作詞：高橋掬太郎／作曲：渡久地政信
- 悲しき深海魚（1956年）
作詞：横井弘／作曲：中野忠晴
- 海に黄色い月が出た（1956年）
作詞：東条寿三郎／作編曲：中野忠晴、上野正雄
- 夜の壁（1956年）
作詞：山崎正／作曲：細川潤一
- 埠頭の女（1956年）
作詞：矢野亮／作曲：真木陽
- ほんとに来るかしら（1956年）
作詞：矢野亮／作曲：林伊佐緒
- 二人だけの夜（1956年）
作詞：矢野亮／作曲：江口浩司
- 星が呼んでる（1956年）
作詞：高橋掬太郎／作曲：林伊佐緒
- 青いランプを消しましょう（1956年）
作詞：矢野亮／作曲：吉田矢健治
- 恋の紅ダリヤ（1957年）
作詞：高橋掬太郎／作曲：山口俊郎
- 野バラの花咲けば（1957年）
作詞：服部鋭夫／作曲：江口夜詩
- 湯宿の雨（1957年）
作詞：矢野亮／作曲：中野忠晴
- 真珠の首飾り（1957年）
作詞：横井弘／作曲：山口俊郎
- 裏窓のブルース（1957年）
作詞：横井弘／作曲：飯田三郎
- 風に揺れる星（1957年）
作詞：矢野亮／作曲：吉田矢健治
- 街角（1957年）
作詞：原由記／作曲：江口浩司
- 幸福は心に遠く（1957年）
作詞：高橋掬太郎／作曲：飯田三郎
- みんなのアデュー（1957年）
作詞：横井弘／作曲：鎌多俊与
- エルムの鐘（1957年）
作詞：藤間哲郎／作曲：飯田三郎
- 白い花の下（1958年） - 　with 林伊佐緒
作詞：東条寿三郎／作曲：林伊佐緒
- 街のネオンと同じ夢（1958年）
作詞：横井弘／作曲：林伊佐緒
- 星の花園（1958年）
作詞：矢野亮／作曲：山口俊郎
- チャペルへの道（1958年）
作詞：東条寿三郎／作曲：吉田矢健治

## NHK紅白歌合戦出場歴
| 年度/放送回              | 曲目             | 対戦相手   |
| ------------------------ | ---------------- | ---------- |
| 1956年（昭和31年）/第7回 | 私の幸せは何処へ | 真木不二夫 |